# Plataea dulciaria
Plataea dulciaria là một loài bướm đêm trong họ Geometridae.